# Dịch bệnh HMPV tại Đông Á (2024–nay)
Đại dịch HMPV, gây ra do virus gây viêm phổi ở người (HMPV), bắt đầu từ những đợt bùng phát các ca bệnh tại Bắc Kinh, Trung Quốc vào tháng 12 năm 2024. Sau đó lan sang các khu vực khác ở Châu Á, rồi đến Châu Mỹ và Châu Âu vào tháng 1 năm 2025.
Dịch bệnh này nhận được sự chú ý từ công chúng sau khi Trung tâm Kiểm soát và Phòng ngừa Dịch bệnh Trung Quốc công bố dữ liệu cho thấy các căn bệnh hô hấp do virus gây viêm phổi ở người đã tăng đáng kể kể từ ngày 16 đến ngày 22 tháng 12 năm 2024.
Các trường hợp sau đó cũng được báo cáo ở Hồng Kông, Malaysia, Estonia, Kyrgyzstan, Nga, Vương quốc Anh, Ấn Độ, Ukraina và Kazakhstan được báo cáo là đại dịch toàn cầu nhưng chưa được coi là trường hợp khẩn cấp về sức khỏe toàn cầu.